# Teresa Anjinho
Teresa Maria de Moura Anjinho (ur. 3 października 1974 w Coimbrze) – portugalska prawniczka, nauczycielka akademicka i polityk, posłanka do Zgromadzenia Republiki, sekretarz stanu (2015), europejski rzecznik praw obywatelskich (od 2025).

## Życiorys
W 1997 ukończyła studia prawnicze na Uniwersytecie w Coimbrze, w 1998 uzyskała magisterium z zakresu praw człowieka i demokratyzacji na Uniwersytecie Padewskim. Praktykowała jako prawniczka, była też badaczką i wykładowczynią na Universidade Nova de Lisboa. Wykładała również na macierzystej uczelni w Coimbrze. Krótko pracowała też w portugalskim ministerstwie spraw zagranicznych. Specjalistka w zakresie praw człowieka, uczestniczka misji OBWE zajmujących się obserwacją wyborów.
W latach 2011–2015 z ramienia centroprawicowej partii CDS/PP sprawowała mandat posłanki do Zgromadzenia Republiki. W 2015 pełniła funkcję sekretarza stanu w resorcie sprawiedliwości. W 2017 zasiadła w zgromadzeniu miejskim w Coimbrze. Od tegoż roku do 2022 była zastępczynią portugalskiego rzecznika praw obywatelskich. W 2022 powołana w skład komitetu nadzoru Europejskiego Urzędu ds. Zwalczania Nadużyć Finansowych (OLAF).
W grudniu 2024 Parlament Europejski wybrał ją na stanowisko europejskiego rzecznika praw obywatelskich; urząd ten objęła w lutym 2025.